# Simartolu
Simartolu is een bestuurslaag in het regentschap Padang Lawas van de provincie Noord-Sumatra, Indonesië. Simartolu telt 198 inwoners (volkstelling 2010).